# 子供大公園駅
子供大公園駅（オリニ・テゴンウォンえき）は大韓民国ソウル特別市広津区華陽洞にある、ソウル交通公社7号線の駅。駅番号は726。世宗大の副駅名がある。

## 駅構造

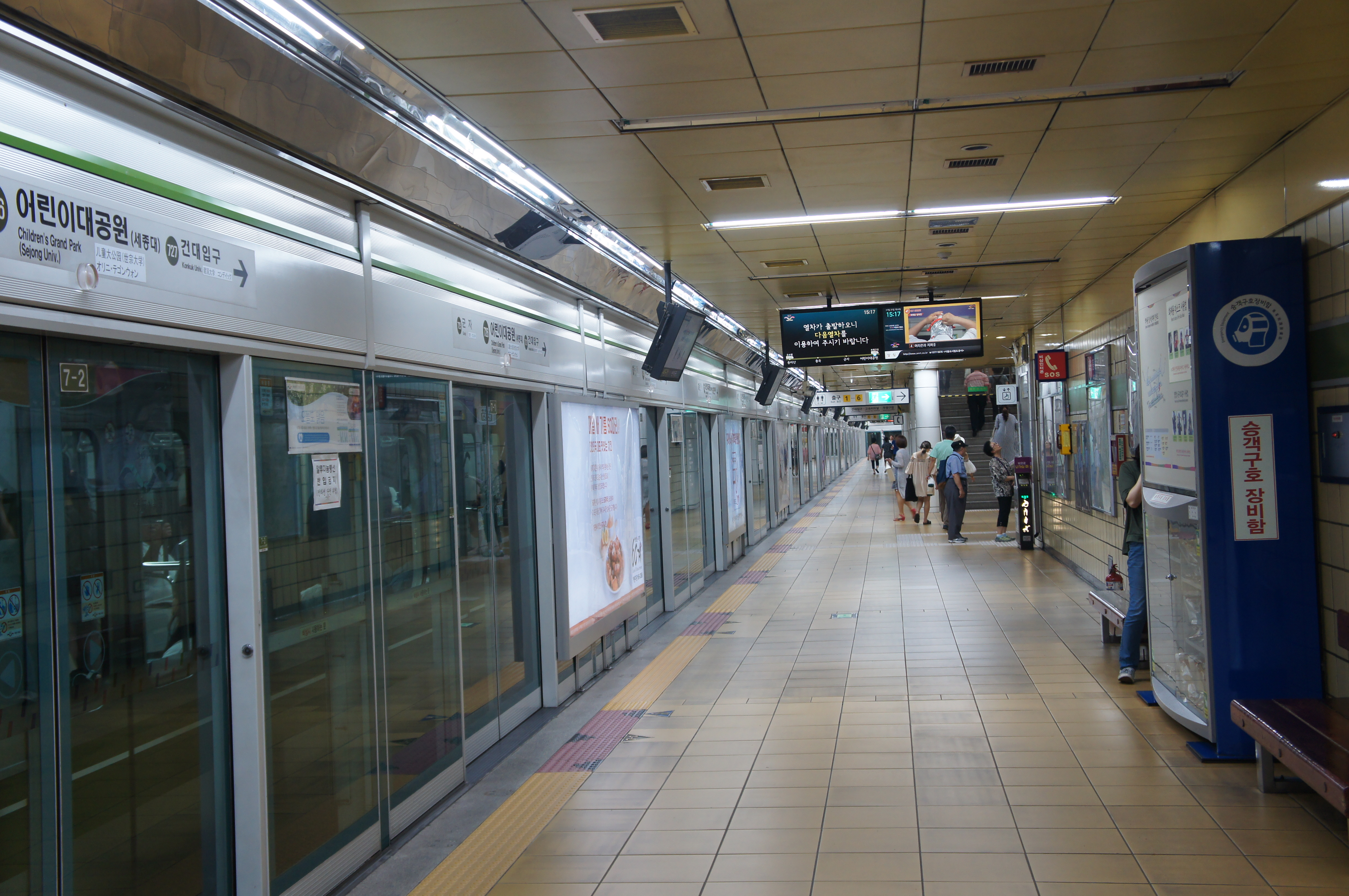
下りホーム（2016年撮影）

相対式ホーム2面2線を有する地下駅。かつて障害物検知装置が設置されていたが、実効性がなかったことからフルスクリーンタイプのホームドアに置き換えられた。
改札口は上下ホーム別々に設置されており、改札内でのホーム間の移動はできない。化粧室は改札外にある。
出入口は1番から6番までの合計6ヶ所ある。

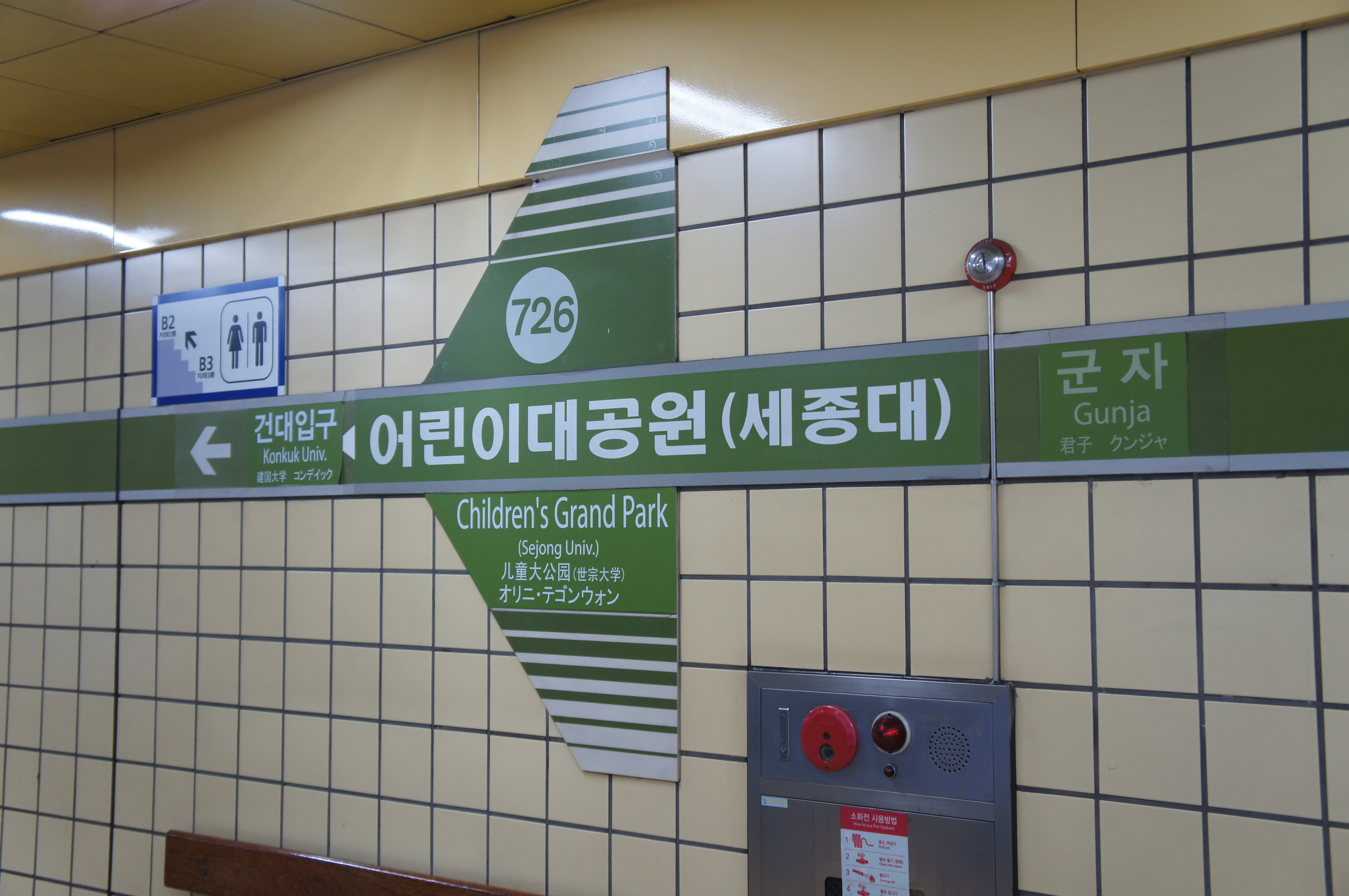
駅名標
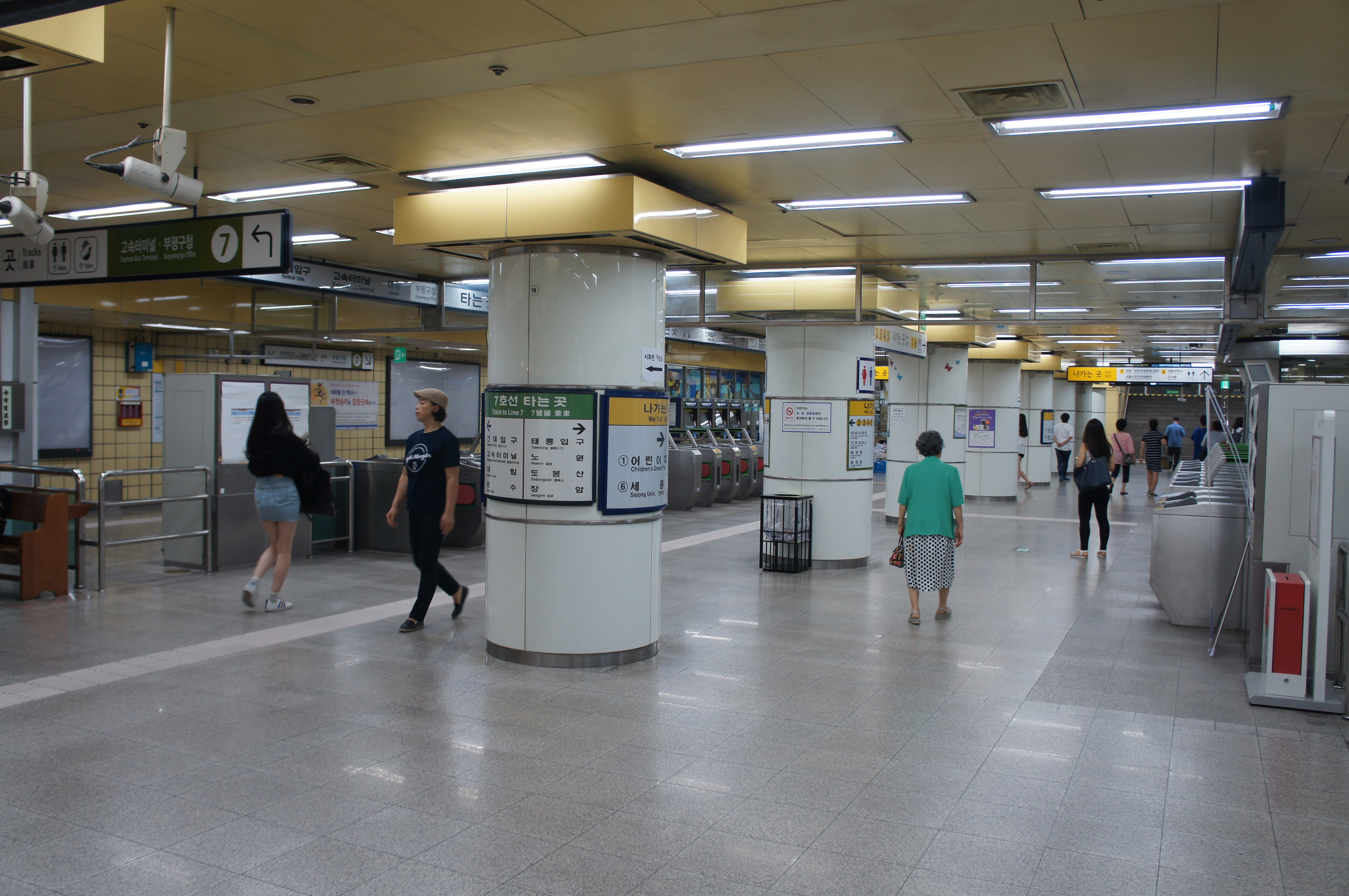
改札階（2016年撮影）

### のりば
- 案内上ののりば番号は設定されていない。

| 上り | 7号線 | 君子・蘆原・道峰山・長岩方面             |
| 下り | 7号線 | 建大入口・高速ターミナル・大林・温水方面 |

## 利用状況
近年の一日平均利用人員推移は下記のとおり。
| 路線  | 路線     | 2000年 | 2001年 | 2002年 | 2003年 | 2004年 | 2005年 | 2006年 | 2007年 | 2008年 | 2009年 | 出典  |
| ----- | -------- | ------ | ------ | ------ | ------ | ------ | ------ | ------ | ------ | ------ | ------ | ----- |
| 7号線 | 乗車人員 | 12,821 | 16,678 | 17,354 | 18,063 | 17,904 | 17,139 | 16,218 | 16,348 | 15,911 | 15,838 | [ 1 ] |
| 7号線 | 降車人員 | 13,146 | 16,730 | 17,400 | 18,047 | 17,668 | 16,997 | 15,916 | 15,982 | 15,608 | 15,823 | [ 1 ] |
| 7号線 | 乗降人員 | 25,968 | 33,407 | 34,755 | 36,110 | 35,572 | 34,136 | 32,135 | 32,330 | 31,518 | 31,661 | [ 1 ] |
| 路線  | 路線     | 2010年 | 2011年 | 2012年 | 2013年 | 2014年 | 2015年 |        |        |        |        | [ 1 ] |
| 7号線 | 乗車人員 | 15,634 | 16,277 | 16,672 | 17,083 | 17,428 | 17,139 |        |        |        |        | [ 1 ] |
| 7号線 | 降車人員 | 15,828 | 16,632 | 17,007 | 17,271 | 17,633 | 17,304 |        |        |        |        | [ 1 ] |
| 7号線 | 乗降人員 | 31,462 | 32,909 | 33,679 | 34,353 | 35,061 | 34,443 |        |        |        |        | [ 1 ] |

## 駅周辺
- ソウル子供大公園
- 陵洞子供会館（朝鮮語版）
- 陵洞119安全センター
- 世宗大学校
- 世宗サイバー大学校（朝鮮語版）
- 建国大学校
- ソウル長安初等学校
- ソウル華陽初等学校
- 華陽洞天主教会
- ソウル市民安全体験館
- 広津消防署
- ソウル広津警察署（臨時庁舎）

## 歴史
- 1996年10月11日 - 開業。

## 隣の駅
ソウル交通公社
 7号線
君子駅 (725) - 子供大公園駅 (726) - 建大入口駅 (727)